# Ministère de la Famille, des Solidarités, du Vivre ensemble et de l'Accueil
Le ministère de la Famille, des Solidarités, du Vivre ensemble et de l'Accueil (en allemand : Ministerium für Familie, Solidarität, Zusammenleben und Aufnahme et en luxembourgeois : Ministère fir Famill, Solidaritéit, Zesummeliewen an Accueil) est le département ministériel responsable des questions familiales et sociales au Luxembourg.
Il est dirigé, depuis le 15 juin 2023, par le libéral Max Hahn.
Le siège central du ministère se situe au 13c, rue de Bitbourg à Luxembourg-Hamm.

## Missions

### Fonctions
Le ministère de la Famille, de l'Intégration et à la Grande Région est chargé de la politique familiale, de la protection sociale, de la prise en charge des personnes âgées et personnes handicapées, de l'intégration et de l'action sociale en faveur des étrangers ainsi que de la solidarité.
Dès le 1er avril 1953 un document conceptuel : « Das Familienministerium » définit les objectifs et les buts inhérents à la création du département. Le Conseil supérieur nouvellement créé est désigné comme l'organe central qui doit conseiller le gouvernement dans toutes les questions politiques concernant les familles et la population. Des membres de quatre ministères : Éducation, Santé, Assistance sociale et Justice y sont représentés, de même que des représentants d'organisations non-gouvernementales ayant les questions touchant à la famille ou à la population dans leurs champs d'interventions.
Selon Pierre Frieden, la politique familiale fait partie des devoirs et obligations de l'État. Les leitmotive de l'époque sont : la famille est une nécessité incontournable, une maison et un foyer pour chacun et une famille saine qui vit dans une certaine sécurité économique offre les meilleures conditions pour permettre l'épanouissement intellectuel, moral, social et politique des individus. La famille idéale doit jouir de la santé physique, d'un bien-être économique et d'une structure morale et religieuse. Dès lors, trois domaines d'intervention apparaissent : le social et l'économique, le juridique et le public ainsi que la morale et l'éducatif. En novembre 1962, sur l’approbation du Conseil supérieur de la famille, des « centres d'éducation et de formation familiale » sont créés ainsi qu'une « école des parents » à Mersch. Les centres d'éducation ont pour mission de préparer les jeunes au mariage et à la vie en famille. Les centres doivent se situer au maximum à 20 kilomètres des populations et chaque formation se déroule sur une période de trois mois.
La clôture de l'Année européenne des personnes âgées en 1993 marque également l'Inauguration officielle de l'Année internationale de la famille. À cette occasion, le 27 novembre 1993, le ministre Fernand Boden tient un discours, en présence de la grande-duchesse Charlotte, qui rend compte de l'évolution de la société et du département de la Famille depuis la publication de Pierre Frieden : « Des familles soudées de l'après-guerre, unies par l'épreuve et le malheur, aux familles bousculées et déboussolées sorties des événements de 68, des familles nombreuses aux familles monoparentales, nous connaissons aujourd'hui nombre de modèles familiaux issus de traditions, d'expériences diverses et aux comportements sociologiques les plus différents. Mais tous ces modèles de vie partagent entre eux une dénomination commune qu'aucun n'est prêt à abandonner, à savoir le nom même de famille ». Ce discours aborde également les grands défis auxquels le ministère de la Famille doit faire face : la sous-natalité, l'éclatement des modèles familiaux et la nécessité d'adapter les allocations familiales aux besoins, l'égalité entre les femmes et les hommes dans la société, l'intégration des familles de cultures étrangères, la solidarité avec les plus démunis et les sans-abris et enfin tous les problèmes liés au vieillissement de la population que ce soit par la création de structures d'accueil ou de maintien à domicile.

### Organisation
Le ministère de la Famille, de l'Intégration et à la Grande Région s'organise de la façon suivante :
- Ministère de la Famille, de l'Intégration et à la Grande Région.
  - Département à la Grande Région.
  - Département de l'intégration.

L’arrêté grand-ducal du 19 janvier 1952 portant création d'un Conseil supérieur de la Famille et de l'Enfance est le premier acte législatif qui dispose de la création d’une entité dédiée à assister le ministre dans l'élaboration d'une politique au sein de son département ministériel. Un arrêté ministériel du 14 mai 1952 dispose de la composition de ce conseil. Les membres sont alors nommés pour un an et le mandat est renouvelable.
La loi du 27 juillet 1993 place sous la tutelle du ministère un Commissariat à l'intégration des étrangers. Elle est complétée par la loi du 8 septembre 1998 qui, en commun accord avec d'autres ministères, — tels que la Santé et la Jeunesse —, réglemente les liens qui le lient aux organisations non-gouvernementales prestataires de services et dont il paie des charges et des salaires sur base de conventions.
La loi du 4 décembre 2019 portant création de l'Office national de l'accueil (ONA), place l'accueil des demandeurs de protection internationale (DPI) sous la compétence du ministre Jean Asselborn, en tant que ministre de l'Immigration et de l'Asile. Il se substitue à l'Office luxembourgeois de l'accueil et de l'intégration (OLAI) et a été rattaché au Secrétariat général du ministère des Affaires étrangères et européennes.

## Histoire
Le 3 juillet 1951, le président du gouvernement, Pierre Dupong, nomme, un ministre de la Population et de la Famille rattaché au ministère de l'Éducation nationale et de l'Intérieur. Lors de la formation du gouvernement Werner-Cravatte, le 15 juillet 1964, la politique familiale est confiée à un département de plein exercice, le ministère de la Famille, de la Population et de la Solidarité sociale.
Fin 1966, l’intervention parlementaire de Jean Spautz réclamant l’abolition du service militaire obligatoire provoque une crise gouvernementale. Après des négociations et des remaniements ministériels, la coalition est renouvelée le 3 janvier 1967. Pour la première fois, une femme entre au gouvernement : Madeleine Frieden-Kinnen devient secrétaire d’État chargée des portefeuilles de la Famille, de la Jeunesse et de l’Éducation nationale. En raison de sa nomination, l'année 1967 est considérée comme la véritable année de naissance du ministère de la Famille dont les activités sont dorénavant organisées dans une administration et des locaux qui lui sont propres.
À l'origine, le siège du ministère se situait au niveau de l'avenue de la Gare à Luxembourg au-dessus d'un magasin d'appareils électroménagers. En novembre 1992, un incendie éclate au niveau des entrepôts de ce magasin. Bien que l'immeuble ait pu être sauvé, il devient inhabitable et les documents et archives du ministère, contaminés par les fumées nocives ou détruits par l'intervention des pompiers, sont évacués. En septembre 1993, le ministère s’établit dans ses nouveaux locaux aux 12-14 de l’avenue Émile-Reuter.
À la suite des élections législatives du 20 octobre 2013, Xavier Bettel remplace Jean-Claude Juncker au poste de Premier ministre après avoir formé une coalition entre son Parti démocratique (DP), le  Parti ouvrier socialiste luxembourgeois (LSAP) et le parti Les Verts (déi Gréng). La nouvelle ministre de la Famille est à nouveau une femme, Corinne Cahen du Parti démocratique qui est également ministre de la Grande Région.

## Titulaires depuis 1964
| Nom | Nom | Nom                      | Dates du mandat | Dates du mandat | Parti | Gouvernement(s)                                          |
| --- | --- | ------------------------ | --------------- | --------------- | ----- | -------------------------------------------------------- |
| Ministère de l'Éducation nationale (03/07/1951 – 29/03/1958) |     |                          |                 |                 |       |                                                          |
| Ministère d'État (29/03/1958 – 02/03/1959) |     |                          |                 |                 |       |                                                          |
| Ministère de l'Éducation nationale (02/03/1959 – 15/07/1964) |     |                          |                 |                 |       |                                                          |
| |     | Émile Colling (lb)       | 15/07/1964      | 03/01/1967      | CSV   | Werner-Cravatte                                          |
| |     | Jean Dupong (lb)         | 03/01/1967      | 01/02/1969      | CSV   | Werner-Cravatte                                          |
| |     | Madeleine Frieden-Kinnen | 01/02/1969      | 19/09/1972      | CSV   | Werner-Schaus II                                         |
| |     | Jean-Pierre Büchler (lb) | 19/09/1972      | 15/06/1974      | CSV   | Werner-Schaus II                                         |
| |     | Benny Berg               | 15/06/1974      | 16/07/1979      | LSAP  | Thorn-Vouel-Berg                                         |
| |     | Jacques Santer           | 16/07/1979      | 03/03/1980      | CSV   | Werner-Thorn-Flesch                                      |
| |     | Jean Spautz              | 03/03/1980      | 14/07/1989      | CSV   | Werner-Thorn-Flesch Santer-Poos I                        |
| |     | Fernand Boden            | 14/07/1989      | 26/01/1995      | CSV   | Santer-Poos II et III Juncker-Poos I                     |
| |     | Marie-Josée Jacobs       | 26/01/1995      | 30/04/2013      | CSV   | Juncker-Poos II Juncker-Polfer Juncker-Asselborn I et II |
| |     | Marc Spautz              | 30/04/2013      | 04/12/2013      | CSV   | Juncker-Asselborn II                                     |
| |     | Corinne Cahen            | 04/12/2013      | 15/06/2023      | DP    | Bettel I et II                                           |
| |     | Max Hahn                 | 15/06/2023      | En fonction     | DP    | Bettel II Frieden                                        |
| Dans l'intervalle entre deux mandats, le ministre sortant assure la gestion des affaires courantes. Titres successifs : - depuis 2023 : Famille, Solidarités, Vivre ensemble et Accueil |     |                          |                 |                 |       |                                                          |